# Eijsden
Eijsden (limburguès Èèsjde) és una població i antic municipi de la província de Limburg, al sud-est dels Països Baixos. L'1 de gener del 2009 tenia 11.419 habitants repartits sobre una superfície de 20,76 km² (dels quals 1 km² corresponen a aigua). Limitava al nord amb Maastricht, a l'oest amb Wezet, a l'est amb Margraten i al sud amb Voeren.
L'1 de gener de 2011 es va fusionar amb Margraten per crear el nou municipi d'Eijsden-Margraten.

## Centres de població
| Nederlandès   | Limburguès   | Població |
| Eijsden       | Eèsjde       | 7.180    |
| Gronsveld     | Groéselt     | 2.490    |
| Oost-Maarland | Oêsj-Maorend | 940      |
| Rijckholt     | Riêkelt      | 710      |
| Mesch         | Misj         | 330      |
| Mariadorp     | De Klonie    | 280      |
| (Font: CBS)   |              |          |

## Administració
El consistori municipal consta de 15 membres, format des del 2006 per:
- Partij Groot Eijsden, 5 regidors
- CDA, 4 regidors
- PvdA, 2 regidors
- VVD, 2 regidors
- ESPEDE, 1 regidor
- Lijst Baars, 1 regidor